# Giełgud (herb szlachecki)
Giełgud – polski herb szlachecki, odmiana herbu Działosza.

## Opis herbu
Sześcioramienna gwiazda złota i skrzydło czarne w polu czerwonym w słup. W klejnocie nad hełmem w koronie trzy pióra strusie.

## Najwcześniejsze wzmianki
Według Orgelbranda Giełgudowie mieli być nobilitowani pod koniec XVI wieku. Nie zgadzałoby się to z ostatnimi ustaleniami, gdzie według popisu z roku 1567 z okolicy Kulwa stanąć miało dwunastu przedstawicieli rodu Giełgudów (musieli więc oni już być szlachtą wcześniej).
Kojałowicz wspomina Baltazara Giełguda na Żmudzi w roku 1621.

## Herbowni
Giełgud, (Gełgud).